# Sarah Carli
Sarah Carli (ur. 5 września 1994) – australijska lekkoatletka specjalizująca się w biegu na 400 metrów przez płotki.
W 2011 zdobyła srebrny medal mistrzostw świata juniorów młodszych.
Rekord życiowy: 54,66 (13 czerwca 2023, Turku).

## Osiągnięcia
| Rok  | Impreza                               | Miejsce         | Pozycja    | Wynik |
| ---- | ------------------------------------- | --------------- | ---------- | ----- |
| 2011 | Mistrzostwa świata juniorów młodszych | Lille Metropole | 2. miejsce | 58,05 |
| 2019 | Mistrzostwa świata                    | Doha            | półfinał   | 55,43 |
| 2021 | Igrzyska olimpijskie                  | Tokio           | eliminacje | 56,93 |
| 2022 | Mistrzostwa świata                    | Eugene          | półfinał   | 55,57 |
| 2022 | Igrzyska Wspólnoty Narodów            | Birmingham      | 6. miejsce | 55,82 |
| 2023 | Mistrzostwa świata                    | Budapeszt       | eliminacje | 55,76 |
| 2024 | Igrzyska olimpijskie                  | Paryż           | repasaże   | 55,12 |